# Glacier
Pour les articles homonymes, voir Glacier (homonymie).

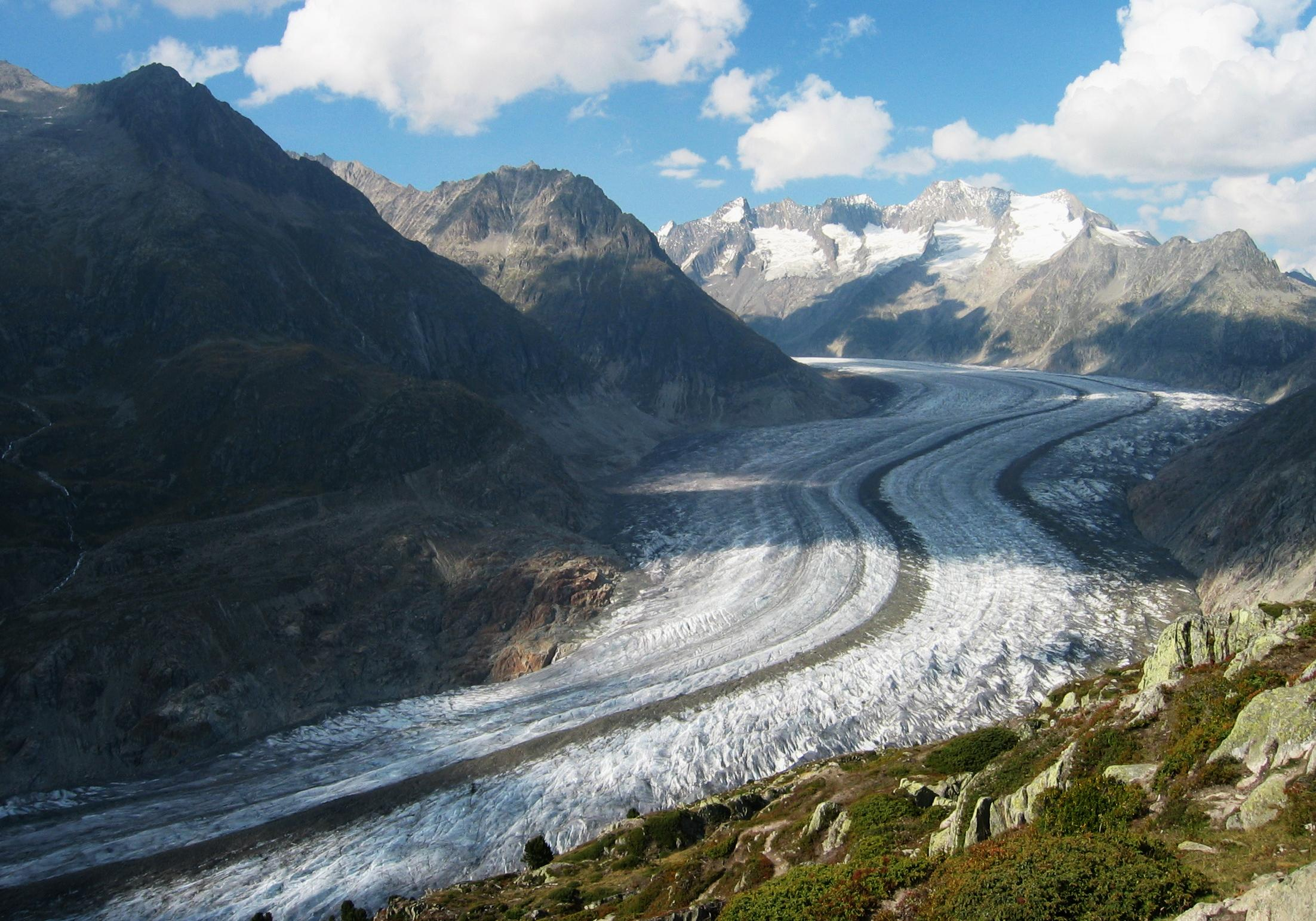
Le glacier d'Aletsch (Suisse), le plus grand glacier des Alpes.

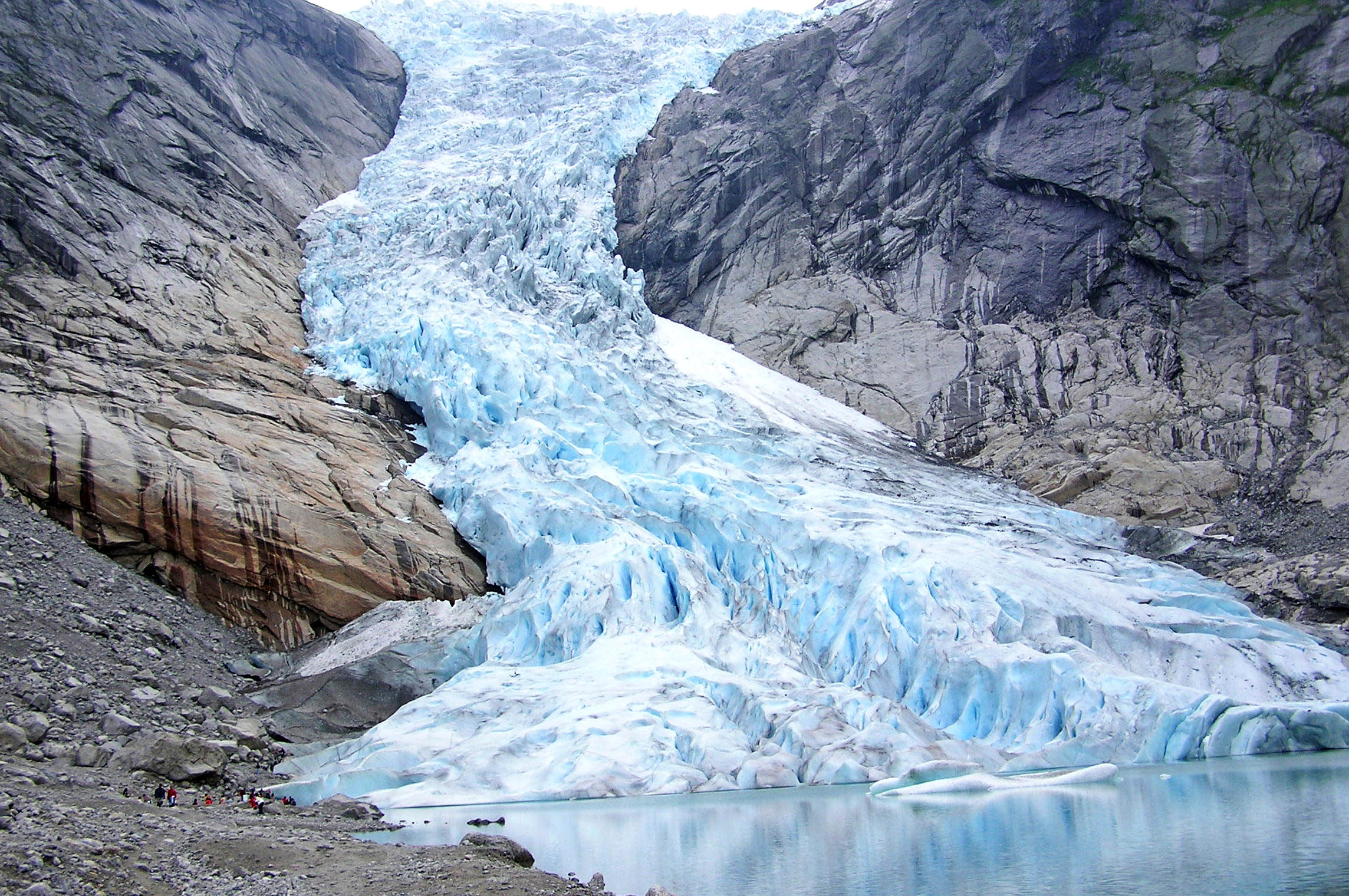
Le glacier Briksdal, en Norvège.

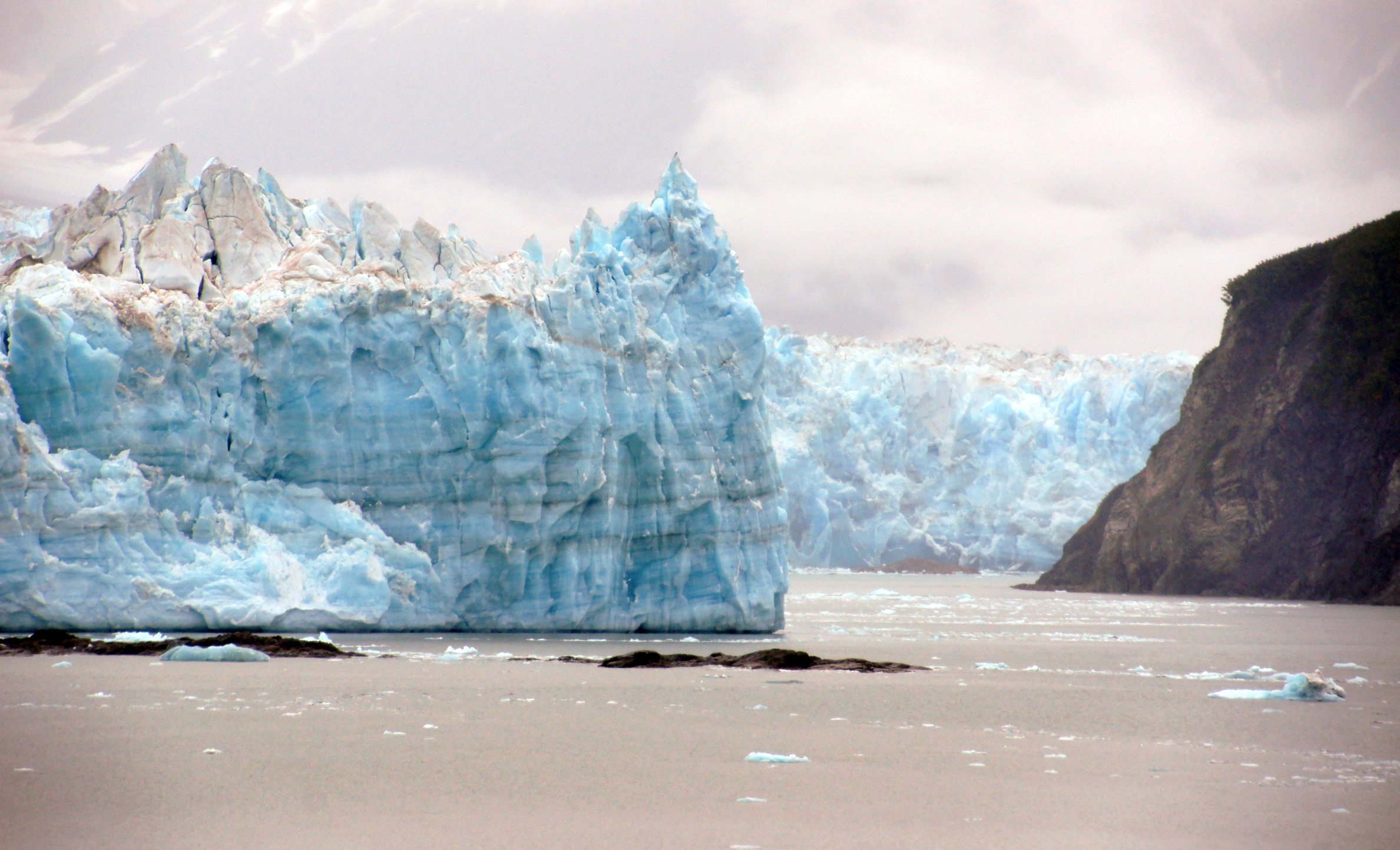
Front du glacier Hubbard, en Alaska.

Un glacier est une masse de glace plus ou moins étendue qui se forme par le tassement de couches de neige accumulées. Écrasée sous son propre poids, la neige expulse progressivement l'air qu'elle contient, en une masse compacte et se transforme en glace.
Le domaine de plasticité de cette glace sédimentaire étant particulièrement étendu, un glacier se déforme et s'écoule lentement sous l'effet de la gravité le long d'une pente ou par fluage.
« Glacier » est un terme francoprovençal que l'on rencontre dès le XIVe siècle en Valais et qui dérive du latin populaire *glaciariu(m), du latin tardif glacia, du latin classique glacies (« glace », « glaçon »). À partir du milieu du XVIIIe siècle, en France, on le préfère au terme « glacière » qui était alors utilisé.
Les glaciers représentent 60 à 70 % des eaux douces de la planète, et constituent également une partie importante de la cryosphère. La surface de la glace terrestre couvre près de 16 millions de km2. L'essentiel (95 %) des terres englacées se situent aux hautes latitudes (inlandsis de l'Antarctique et du Groenland).
L'inventaire mondial des glaciers sur Terre établi par le Randolph Glacier Inventory répertorie 300 000 glaciers en 2024, chiffre en augmentation en raison du progrès des observations satellitaires et du réchauffement climatique qui entraîne le recul des glaciers depuis 1850, leur perte d'épaisseur et leur fragmentation.
Le réchauffement climatique d'origine anthropique a pour conséquence l'accélération de la fonte des glaciers depuis la fin du XXe siècle.

## Caractéristiques

### Description

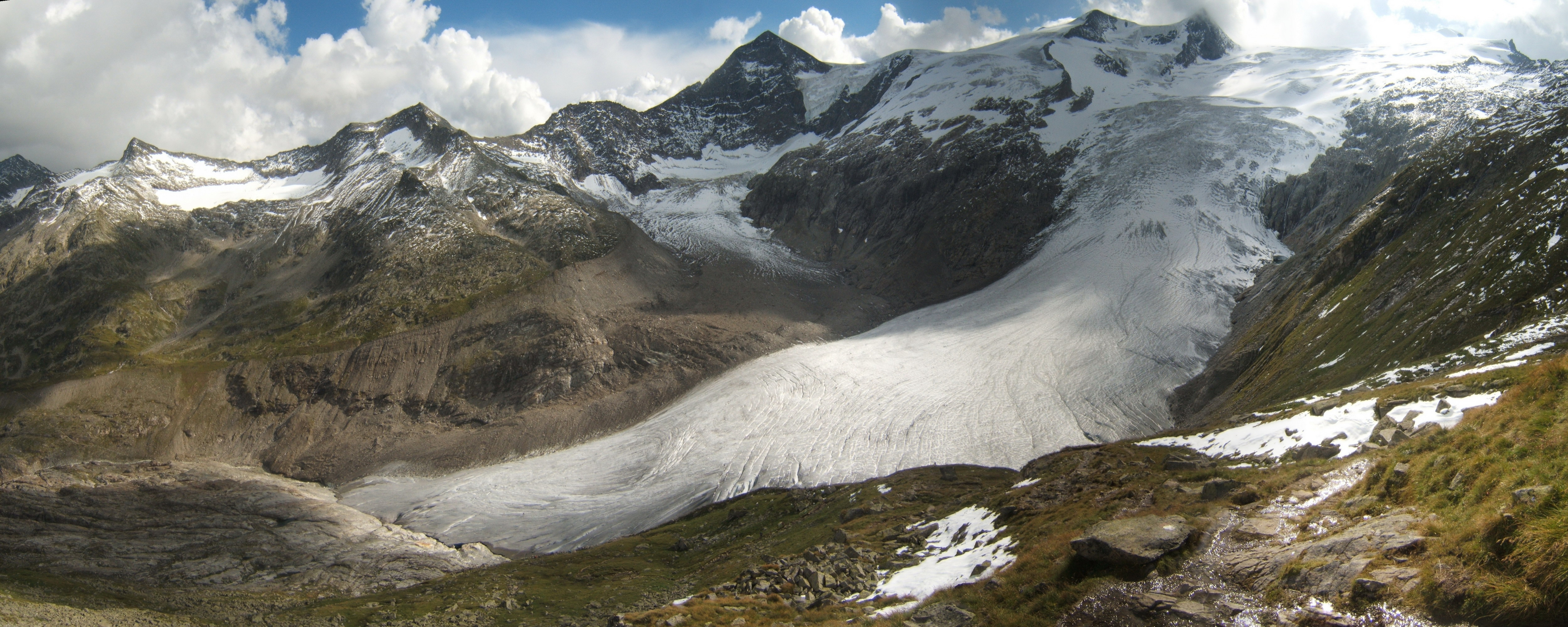
Glacier Schlatenkees dans les Alpes autrichiennes montrant les zones d'accumulation, de transport et d'ablation.

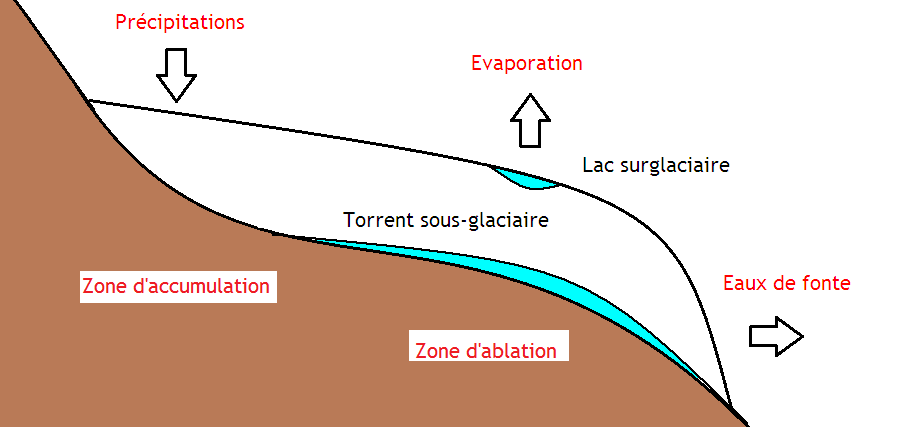
La zone d'accumulation est celle où les apports en glace (sur-)compensent les pertes. La zone d'ablation est celle où le glacier perd plus de glace qu'il n'en gagne. L'alimentation en glace d'un glacier provient essentiellement des précipitations. Les pertes proviennent de l'évaporation et de la fonte du glacier.

Tout comme chaque rivière est unique par ses caractéristiques, aucun glacier ne ressemble à un autre. Il est cependant possible de distinguer certaines caractéristiques récurrentes et s'appliquant de manière générale.
On distingue généralement deux zones dans un glacier :
- la zone d'accumulation : c'est la partie du glacier où les précipitations de neige se transforment en glace. Elle correspond à la zone des neiges éternelles et par conséquent la glace est rarement mise à nu. La zone d'accumulation correspond en général à 60 à 70 % de la superficie d'un glacier alpin ;
- la zone d'ablation : c'est la partie du glacier où la fonte importante provoque la diminution de l'épaisseur du glacier jusqu'à sa totale disparition au niveau du front glaciaire qui peut prendre la forme d'une falaise, d'une colline, d'un amas désorganisé de glace, etc.

La ligne d'équilibre d'un glacier est la limite qui sépare la zone du glacier où le bilan en masse est excédentaire et la zone du glacier où le bilan en masse est déficitaire. Cette ligne d'équilibre est matérialisée durant les mois chauds par la limite entre neige persistante (les neiges éternelles) et glace apparente. La ligne d'équilibre permet de délimiter la zone d'accumulation d'un glacier.
Certaines sources distinguent une troisième zone, intermédiaire entre les deux premières, la zone de transport, où se produirait principalement le transport de la glace des hautes vers les basses altitudes.
Les couches successives de neige qui forment le glacier emprisonnent durant leur passage dans l'atmosphère poussières, pollens, polluants et piègent des bulles d'air qui conservent la teneur des gaz composant l'atmosphère à l'époque de piégeage. Ces informations font d'un glacier un véritable livre relatant l'évolution de l'atmosphère durant des centaines de milliers d'années. Des forages (Vostok en Antarctique) permettent de remonter des carottes de glace et d'analyser la composition de l'atmosphère à l'époque de la formation des strates.

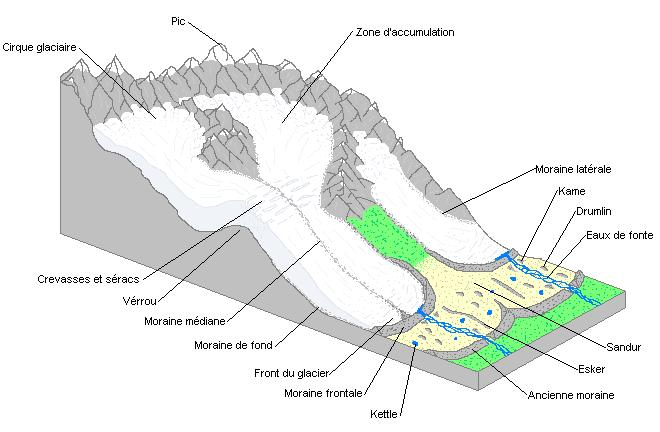
Schéma d'un glacier type.

Un glacier possède d'autres caractéristiques qui sont révélatrices de la topographie, du climat, de son activité érosive, de son passé :
- un verrou glaciaire ou une augmentation de la pente peut provoquer en surface la formation de crevasses et de séracs car la glace subit des contraintes supérieures à la limite de sa plasticité ;
- une rimaye peut se former entre la zone d'accumulation et la zone de transport ;
- une fonte de la surface ou un apport d'eau extérieur peuvent former mares de fonte, bédières et moulins ;
- des apports extérieurs ou des remontées de débris rocheux peuvent recouvrir partiellement ou totalement un glacier. Ces débris protègent le glacier du rayonnement solaire et des températures atmosphériques ce qui permet parfois à un glacier dont la langue terminale est entièrement recouverte de débris de descendre plus bas en altitude que s'il en était dépourvu.

### Bilan hydrique glaciaire
On peut définir un bilan hydrique (ou bilan de masse) saisonnier pour un glacier.
Ce bilan fait la différence entre perte et gain d'eau, qu'elle soit sous forme liquide, solide ou gazeuse. Durant les mois les plus chauds, les précipitations sous forme de neige sont au plus bas et la remontée des températures accélère la fonte du glacier en étendant sa zone d'ablation à plus haute altitude. Le bilan hydrique du glacier est alors négatif : sa masse diminue en perdant plus d'eau qu'il n'en reçoit. À l'inverse, les mois les plus froids voient les précipitations neigeuses augmenter et la fonte atteindre son minimum. Le bilan hydrique du glacier est positif : sa masse augmente en reconstituant les stocks de glace perdus durant l'été.
Le bilan hydrique saisonnier d'un glacier définit le régime du torrent émissaire dont le flot est composé des eaux de fonte. Le débit des eaux de fonte est à son maximum les mois les plus chauds et est à son minimum les mois les plus froids. Il faut préciser que ce débit des eaux de fonte, même s'il l'influence fortement, ne correspond pas au débit du torrent émissaire qui peut être grossi par les pluies ou réduit par l'évaporation, la recharge de la nappe phréatique, le prélèvement pour les activités humaines, etc. Le débit des eaux de fonte, s'il est directement lié aux précipitations neigeuses, est beaucoup plus affecté par d'autres facteurs météorologiques (l'intensité et la durée de l'ensoleillement, les températures qui sont des variables plus stables dans l'espace et dans le temps que les précipitations), cosmiques et anthropiques (telle la présence de cryoconite, poussière nivéo-éolienne qui fait passer l'albedo de la glace de glacier de 0,2 à 0,4, ce qui accélère la fonte). Ainsi, on peut observer des fluctuations journalières du débit des eaux de fonte : le maximum est atteint dans l'après-midi tandis que le minimum l'est en fin de nuit.
Le glacier, en jouant le rôle de réservoir d'eau douce, régularise le débit des cours d'eau en aval tout au long de l'année. Il permet ainsi à la végétation en aval du glacier de disposer de réserves d'eau constantes et d'être peu ou pas affectée par d'éventuelles périodes de sécheresse.

### Vitesse d'écoulement d'un glacier

Vue panoramique du glacier Perito Moreno en Argentine.

Un glacier commence à se déformer et est donc capable d'avancer en acquérant une certaine plasticité lorsqu'il dépasse cinquante mètres d'épaisseur. C'est aussi pour cette raison que la surface des glaciers est couverte de séracs et de crevasses : la couche supérieure correspondant aux cinquante premiers mètres du glacier ne se déforme pas mais casse.
Un glacier avance, se déplace à cause de la gravité ou se déforme, flue à cause de son propre poids. La vitesse et la direction du déplacement sont fonction de la topographie, de la température du glacier et notamment à sa base, de sa teneur en air, de la quantité d'eau liquide qu'il contient, de la quantité et de la nature des matériaux rocheux qu'il transporte, de sa réaction face à la rencontre avec d'autres glaciers, etc.
En général, plus la pente est forte et régulière, le glacier lourd, ayant une température élevée et contenant de l'eau liquide, de l'air et peu de grosses roches, plus il ira vite et inversement.
Le fait qu'un glacier soit recouvert ou non d'une couche de débris rocheux peut influencer sa vitesse d'écoulement par le biais des eaux de fonte. Ces eaux de fonte, en s'écoulant entre le glacier et les parois rocheuses, lubrifient la glace qui glisse mieux contre la roche. En comportant des débris rocheux à sa surface sur une épaisseur d'environ 2 cm ou plus, un glacier s'isole des rayonnements solaires et des températures atmosphériques, ce qui réduit par là-même la fonte de la glace à sa surface. En deçà d'environ 2 cm d'épaisseur, la présence de débris en surface augmente la fonte. Disposant de moins d'eau liquide, le glacier avance moins vite que si sa glace était découverte.
La vitesse d'écoulement n'est pas la même en tout point d'un glacier. Elle varie selon la distance avec les parois et le socle rocheux et selon la position le long du glacier. Plus la glace est proche des parois latérales, plus sa vitesse est réduite. Dans la zone d'accumulation et de transport, la vitesse est généralement maximale dans les profondeurs du glacier, tandis qu'elle l'est à la surface du glacier dans la zone d'ablation. Cette vitesse différentielle fait que le litage des couches de neige est horizontal dans la zone d'accumulation, puis devient vertical dans la zone de transport pour redevenir horizontal dans la zone d'ablation.
Les vitesses d'écoulement d'un glacier sont très variables. La vitesse moyenne pour un glacier classique est de l'ordre de quelques centimètres à quelques dizaines de centimètres par jour. Certains glaciers (glaciers suspendus ou glaciers dits « morts ») ont une vitesse d'écoulement proche de zéro. D'autres glaciers comme les courants glaciaires peuvent avancer de plusieurs dizaines de mètres par jour. Ainsi, un glacier du Groenland, le Kangerdlugssuaq (ou Kangerlussuaq situé au sud de Nuuk) a multiplié sa vitesse par trois entre 1996 et 2005 et atteint à cette date plus de quatorze kilomètres par an soit une moyenne de quarante mètres par jour. La vitesse d'écoulement d'un glacier est variable dans le temps : à l'échelle de quelques heures (pluie et fonte via la pression de l'eau sous-glaciaire par exemple), de la saison, années ou décennies (changements de masse et de bilan de masse par exemple).

### Records parmi les glaciers
- Le plus long glacier du monde est le glacier Lambert en Antarctique avec plus de 400 kilomètres de longueur et près de 100 kilomètres de largeur.
- Le plus grand inlandsis est celui de l'Antarctique avec 13 586 000 km2. C'est également le plus épais avec un maximum de 4 700 mètres d'épaisseur. Celui du Groenland fait quant à lui 1 700 000 km2 avec un maximum de 3 000 mètres d'épaisseur.
- La plus grande calotte glaciaire est celle du Austfonna (Svalbard) avec 8 200 km2. Celle du Vatnajökull en Islande atteint 8 100 km2 et mille mètres d'épaisseur.
- Le plus grand glacier de piémont est le glacier Malaspina en Alaska avec un lobe glaciaire de 3 900 km2.
- Le plus grand glacier de vallée des Alpes est le glacier d'Aletsch (Suisse) avec 23,6 kilomètres de longueur en 2002.

### Recul et avancée glaciaire

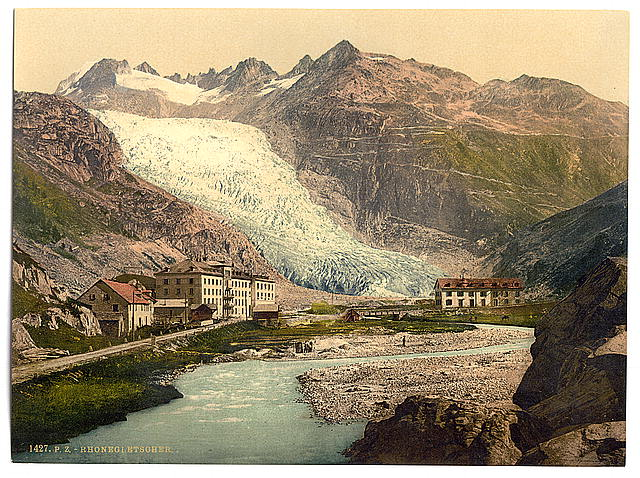
Le glacier du Rhône avant 1900.

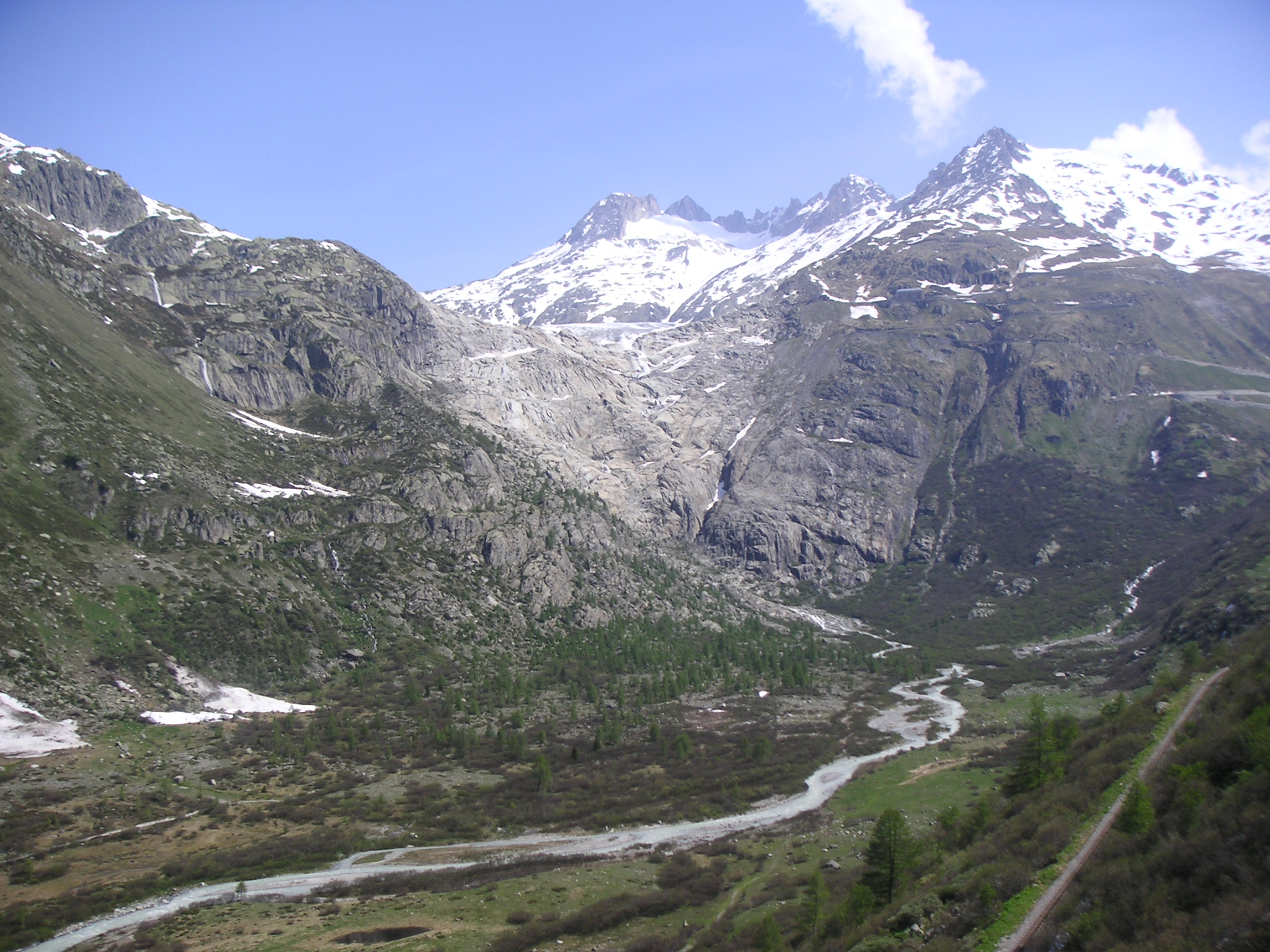
Le glacier du Rhône en 2005.

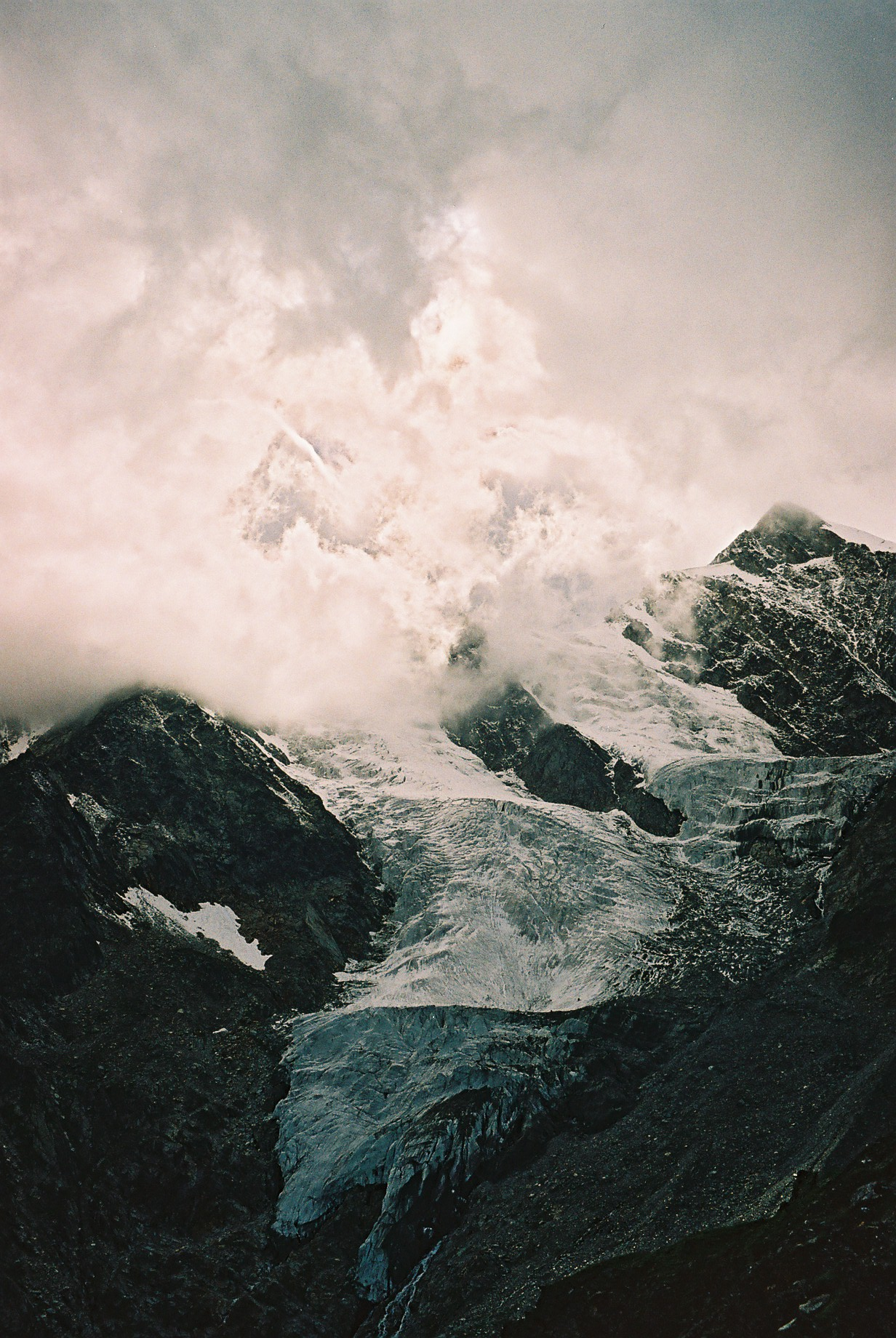
Glacier du Nadelhorn, au-dessus de Saas-Fee, Valais, Suisse

Le front d'un glacier peut être amené à avancer ou à reculer dans une vallée. Ces mouvements sont le résultat d'un déséquilibre entre apport de neige et fonte : lorsque le bilan hydrique annuel est négatif, le glacier entre dans une phase de recul et réciproquement.
Le recul glaciaire ne signifie pas que le glacier recule, la glace continuant d'avancer vers le bas de la vallée. Lors du recul glaciaire, la position du front glaciaire régresse peu à peu vers l'amont. La « délaissée glaciaire » (espace abandonné à la suite du recul du glacier) se nomme aussi « glarier » ou « fond du glacier ».
Si l'apport de neige, et par conséquent de glace, est plus important que la fonte du front glaciaire, le glacier progressera dans la vallée. Ceci peut être provoqué par un refroidissement climatique et/ou une augmentation des précipitations. Les effets inverses seront à l'origine d'un retrait glaciaire. Entre 1850 et 1980, les glaciers des Alpes ont perdu presque le tiers de leur surface.
En Antarctique, de pareils phénomènes existent, les élévations de la température dans ces secteurs très froids se révélant favorables à l'augmentation des précipitations neigeuses donc à terme, à l'augmentation des volumes de glace.
Les conséquences du retrait ou de l'avancée glaciaire dans la morphologie d'un glacier peuvent être spectaculaires et radicales :
- dans le cas d'un retrait glaciaire, la surface du glacier devient concave (en creux) dans la largeur et dans la longueur, sa surface se couvre de bédières, de moulins et d'une moraine de surface qui peut le recouvrir entièrement sous plusieurs mètres de matériaux, les zones d'accumulation et de transport peuvent diminuer en taille au profit de la zone d'ablation, le front glaciaire peut se diviser en digitations dans le cas d'un glacier de piémont ;
- dans le cas d'une avancée glaciaire, la surface devient convexe (en bosse) dans la longueur et la largeur, la glace en surface reste apparente car n'ayant pas le temps de se couvrir de débris, la zone d'ablation diminue au profit des zones d'accumulation et de transport, le front glaciaire se transforme en lobe glaciaire dans le cas d'un glacier de piémont.

Certaines avancées du front glaciaire (jusqu'à plusieurs fois la longueur initiale du glacier) peuvent se faire avec des vitesses de plusieurs mètres par jour avec une augmentation jusqu'à un facteur 1 000 par rapport à la vitesse usuelle et ce sur des périodes très restreintes et relativement cycliques. Cela arrive lors de surges glaciaires, qui n'entraînent toutefois pas nécessairement une avancée du front.
Attention aussi à ne pas confondre progression glaciaire et jökulhlaup qui sont des inondations provoquées par une vidange d'un lac subglaciaire formé au cours d'une éruption volcanique.
La plupart des glaciers alpins à travers le monde sont aujourd'hui dans une phase de retrait rapide :
- les glaciers suisses ont perdu 40 % de leur longueur, plus de la moitié de leur masse et continuent de perdre cinquante centimètres d'épaisseur chaque année ; une centaine ont disparu entre 1850 et 1999[14] ;
- le glacier du Rhône en Suisse a perdu 2,3 kilomètres de longueur entre 1850 et 1999[15] ;
- le glacier d'Aletsch en Suisse a perdu cent mètres d'épaisseur entre 1870 et 2001[16] ;
- les glaciers de Valsorey et de Tseudet en Suisse ont perdu 1,4 kilomètre de longueur entre 1850 et 1998[17] ;
- le glacier inférieur de Grindelwald en Suisse a perdu 1,6 kilomètre de longueur entre 1850 et 2000[18] ;
- le glacier de Gébroulaz, en Vanoise a reculé de 1,63 km depuis le milieu du XIXe siècle ;
- le glacier Furtwängler (calotte locale du Kilimandjaro) a perdu 80 % de son volume au cours de XXe siècle et disparaîtra entre 2040 et 2060.

Des ingénieurs tentent depuis quelques années de mettre au point des techniques pour ralentir ou stopper la fonte des glaciers, voire de leur faire regagner de la masse. Ainsi, une expérience a consisté, à l'aide de nombreux forages dans la glace, à injecter de l'eau dans un glacier suisse qui était utilisé pour le ski d'été. Cette eau devait permettre au glacier de regagner de la masse en descendant moins vite dans la vallée. La technique, trop chère et pas assez efficace, a été abandonnée. En 2005, la station de ski d'Andermatt en Suisse a emballé une partie d'un glacier dans des bandes de mousse en PVC. Selon les résultats obtenus, la surface recouverte sera étendue par la suite. Bien qu'elles puissent produire des résultats encourageants, ces techniques ne modifient pas la cause du problème et ne font que retarder la future disparition de ces glaciers.
La fonte des glaciers représente de 25 à 30 % de l’augmentation du niveau de la mer à l’échelle mondiale.

### Risques naturels liés aux glaciers
Les glaciers peuvent provoquer des catastrophes liées à leur nature (eau solide et liquide), leurs caractéristiques (présence de séracs, de crevasses, etc) et leur capacité (surge glaciaire, barrage, etc).
Les glaciers peuvent provoquer :
- des avalanches par la chute de séracs ou du front glaciaire ;
- des inondations par une fonte excessive, un jökulhlaup, la vidange d'un lac subglaciaire, intraglaciaire, supraglaciaire ou périglaciaire ;
- des chutes de rochers provenant des moraines ;
- la destruction des forêts, champs, villages, etc par ensevelissement lors d'une avancée glaciaire, d'une surge glaciaire ;
- des affaissements de terrain, éboulements, etc lors d'un recul glaciaire sur les parois des vallées qui ne sont plus maintenues par le glacier (exemple : Ruines de Séchilienne) et sur les moraines, notamment latérales, qui ne sont plus protégées de l'érosion par le glacier.

Un cas particulier est le glacier du Birch dans le caton du Valais en Suisse, sur le territoire de la commune de Blatten : il est situé à une altitude comprise entre 3 430 et 2 560 mètres, mais est soumis aux éboulements rocheux venant des pics du Bietschhorn (3 934 m) et du Petit Nesthorn (3 342 m), où le pergelisol est soumis au réchauffement climatique. Le 28 mai 2025, un éboulement de plusieurs millions de m3 de roches et de glace, haut de 81 mètres sur le glacier, provoque l'augmentation de sa vitesse d'écoulement et son effondrement . La masse de ces matériaux intensifie la fusion par pression, générant plus d’eau de fonte, qui sert de couche de glissement entre la base du glacier et le substrat rocheux. La friction glacier-rocher diminue. C'est un rare cas de glacier dont la langue glaciaire ne recule pas, mais descend.

### Impact du réchauffement climatique anthropique

#### Fonte des glaciers

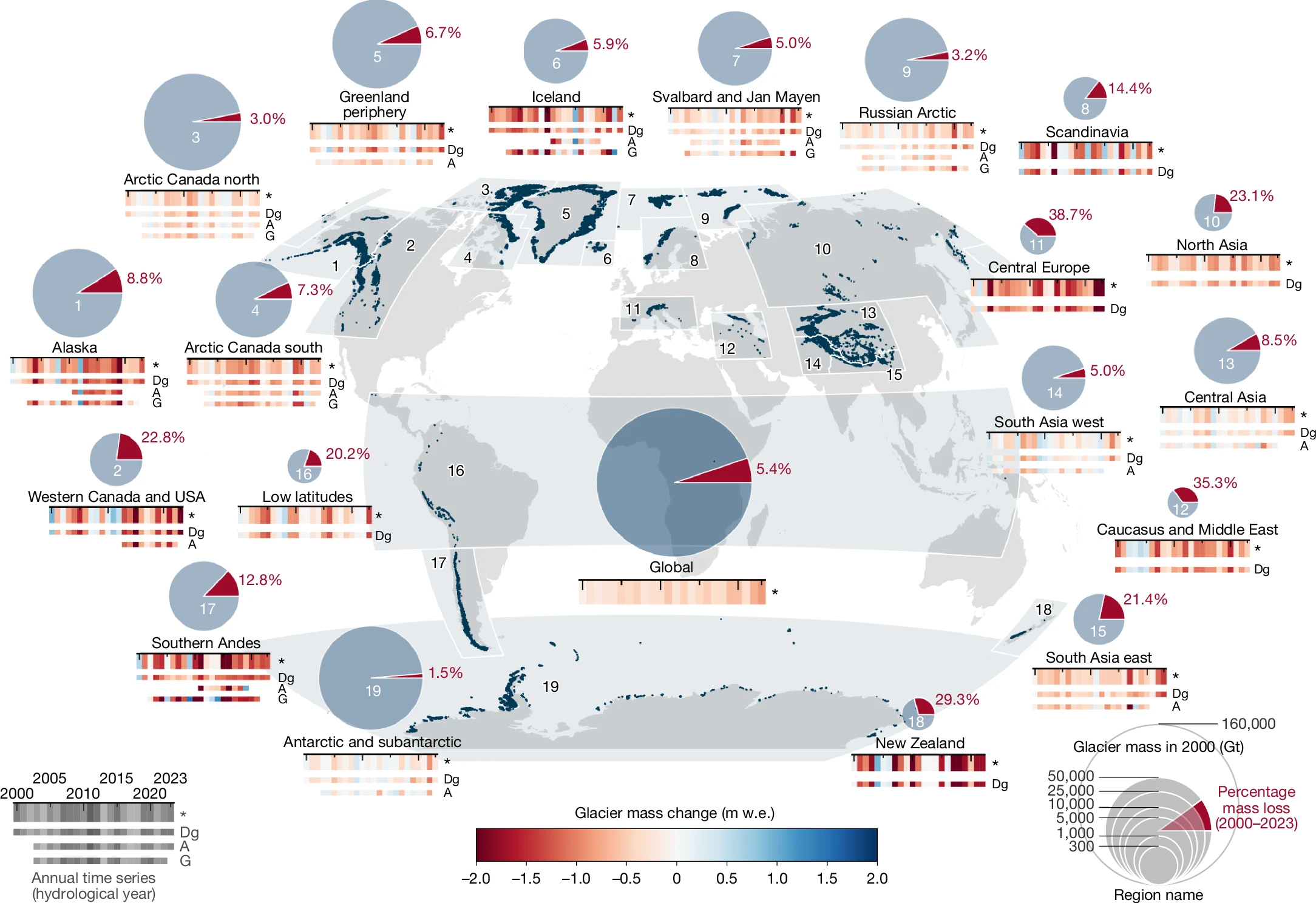
Changements régionaux et mondiaux de la masse des glaciers de 2000 à 2023 en pourcentage de perte (tranche rouge dans le diagramme circulaire) sur la base de la masse des glaciers en 2000 (taille du diagramme circulaire). Les bandes de couleur sous chaque camembert représentent les changements de masse spécifiques annuels (en mètres d'équivalent en eau).

Le sixième rapport d'évaluation du GIEC constate l'accélération de la fonte des glaciers — fonte très probablement causée par l'activité humaine à partir de 1990 —, la décennie 2010-2019 étant celle durant laquelle leur masse a le plus diminué depuis le début des observations (elle est environ trois fois inférieure à leur masse moyenne durant la décennie 1980-1989). L'amélioration des mesures par satellite et des simulations par ordinateur permet de conclure que quasiment tous les glaciers du monde reculent. La masse totale des glaciers atteint ainsi son minimum depuis au moins 2 000 ans,,,. Le GIEC anticipe que la fonte des glaciers va se poursuivre pour plusieurs décennies voire siècles (confiance très élevée),.
Selon une étude de l’Union internationale pour la conservation de la nature (UICN) publiée en avril 2019, près de la moitié des sites du Patrimoine mondial pourraient perdre leurs glaciers d’ici 2100 si les émissions de gaz à effet de serre se poursuivent au rythme actuel.
D'après une étude pluridisciplinaire publiée dans Nature en 2025, entre 2000 et 2023, les glaciers du monde entier ont perdu 273 gigatonnes de masse par an, avec une augmentation de 36 % entre la première (2000-2011) et la seconde (2012-2023) moitié de la période. Cette fonte est très disparate selon les régions, avec un écart type de 2 % à 39 % de perte de glace et une moyenne de 5 % environ au niveau mondial. Ainsi, les régions les plus fortement concernées sont les Alpes et les Pyrénées avec une fonte de 39 % de la masse de leurs glaciers, le Caucase avec 35 %, la Nouvelle Zélande avec 29 %, la Sibérie avec 23 % et l'Asie du Sud-Est avec 21 % alors que la fonte de l'Arctique canadien et de l'Antarctique ne représentent respectivement que 3 % et 1,5 % de la masse totale de leurs glaciers. Durant ce quasi quart de siècle, les années 2022 et 2023 font figure de record.

#### Conséquences de la fonte des glaciers
La fonte des glaciers entraîne une augmentation des risques géologiques locaux et a des répercussions sur les écosystèmes marins et terrestres, sur les ressources régionales en eau douce et sur les cycles mondiaux de l'eau et de l'énergie. Avec les calottes glaciaires du Groenland et de l'Antarctique, les glaciers sont des moteurs essentiels de l'élévation actuelle et future du niveau de la mer,.

## Histoire de la perception humaine des glaciers
Les premières explorations de glaciers recensées (des grecs Hérodote ou Anaximandre ou de l'italien Pétrarque) sont le fait d'érudits motivés par le souci de connaissance et de soi-même.
La géographie du Moyen Âge jusqu'au XVIIe siècle voit les auteurs simplement mentionner les glaciers comme des éléments difficiles pour la circulation humaine. En effet, le glacier est vu avec effroi à cette époque : responsable de catastrophes (inondations des torrents glaciaires, percement de poches d'eau), il est considéré par l'Église chrétienne comme un lieu où l'on expie ses péchés (procession d'âmes en peine sur les glaciers, mythe du juif errant faisant progresser le glacier).
L'histoire naturelle du XVIIIe siècle inaugure l'approche scientifique alors que les glaciers sont désormais vus avec bienveillance (l'eau du glacier purge des maladies, le froid du glacier protège contre les miasmes qui viennent de l'étranger, utilisation de leurs glacières). Divers auteurs de « théories de la Terre » écrivent à son sujet. Le naturaliste Jean-Louis Giraud-Soulavie décrit en 1780 les « appareils glaciaires » dans Histoire naturelle de la France méridionale. En 1868 Viollet-le-Duc publie une Étude sur la constitution géodésique et géologique, sur sa transformation, sur l'état ancien et moderne du glacier car la glaciologie développe un vocabulaire architectural typique (fronton, dôme, gothique)
Les géographes des XIXe et XXe siècles, comme les auteurs de traités de géographie physique générale (De Martonne, 1909 ; Pierre Pech et Hervé Regnauld, 1994) et certains géographes de l'École française (Jules Blache, 1933 ; Pierre Deffontaines, 1947) décrivent désormais les processus physiques à l'œuvre dans les glaciers.

## Types de glaciers

### Glaciers alpins ou glaciers confinés
Il s'agit de glaciers dont la morphologie est dépendante du relief. Ils se trouvent en général en montagne et occupent le fond des talwegs.

#### Glacier de vallée

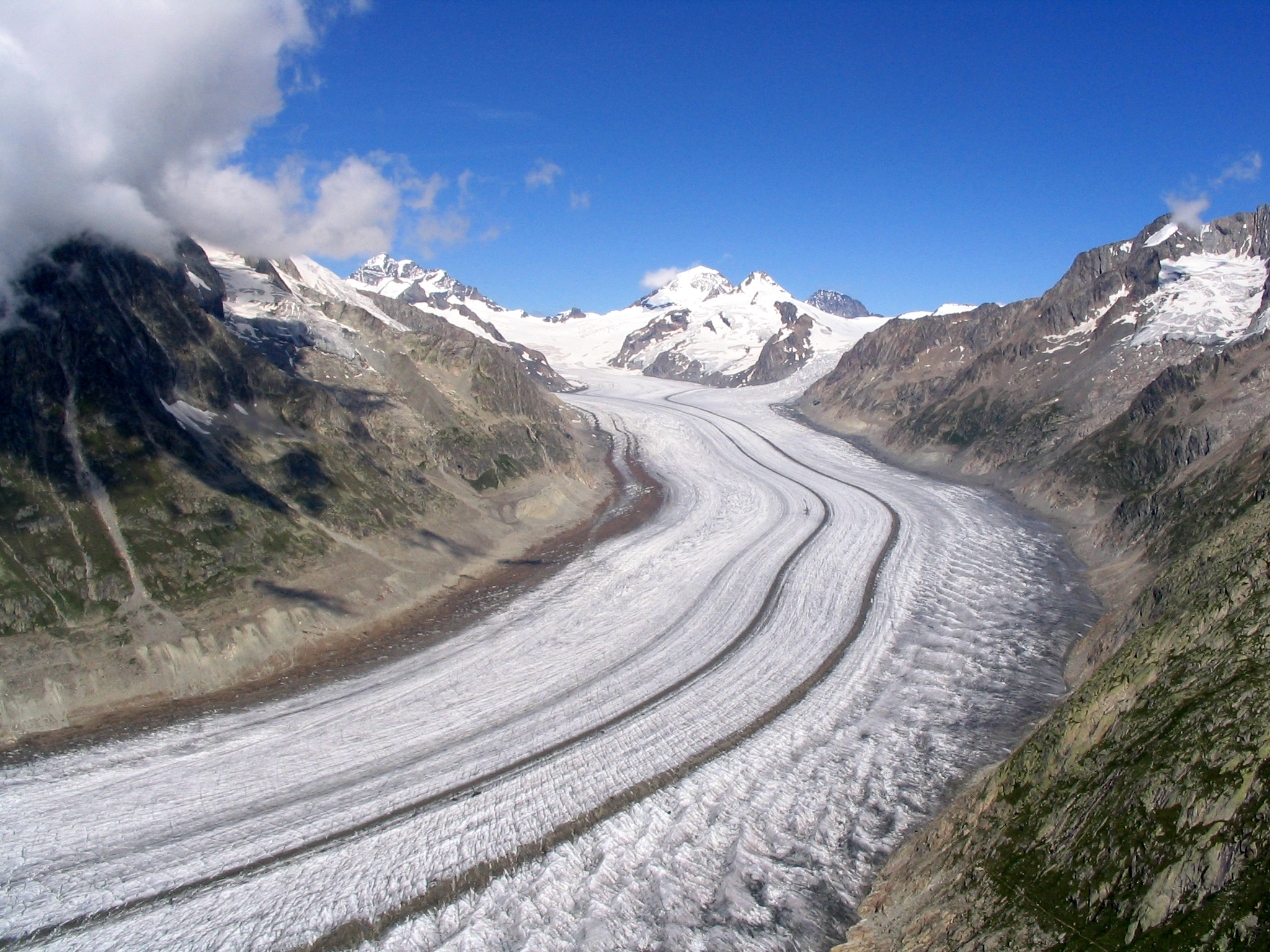
Le glacier d'Aletsch en Suisse.

Les glaciers de vallée sont la représentation classique que l'on se fait d'un glacier : un bassin d'alimentation en forme de cirque au pied de pics dépassant de la neige, une masse de glace allongée occupant toute la largeur d'une vallée et un front glaciaire donnant naissance à un torrent.
Un glacier de vallée peut se former à partir d'une seule zone d'accumulation ou de plusieurs. Il peut également recevoir des masses de glaces qui proviennent de glaciers adjacents et venant grossir le flot de glace.
Exemples de glacier de vallée :
- la Mer de Glace en France ;
- le glacier d'Aletsch en Suisse ;
- le glacier Bering en Alaska.

#### Glacier suspendu

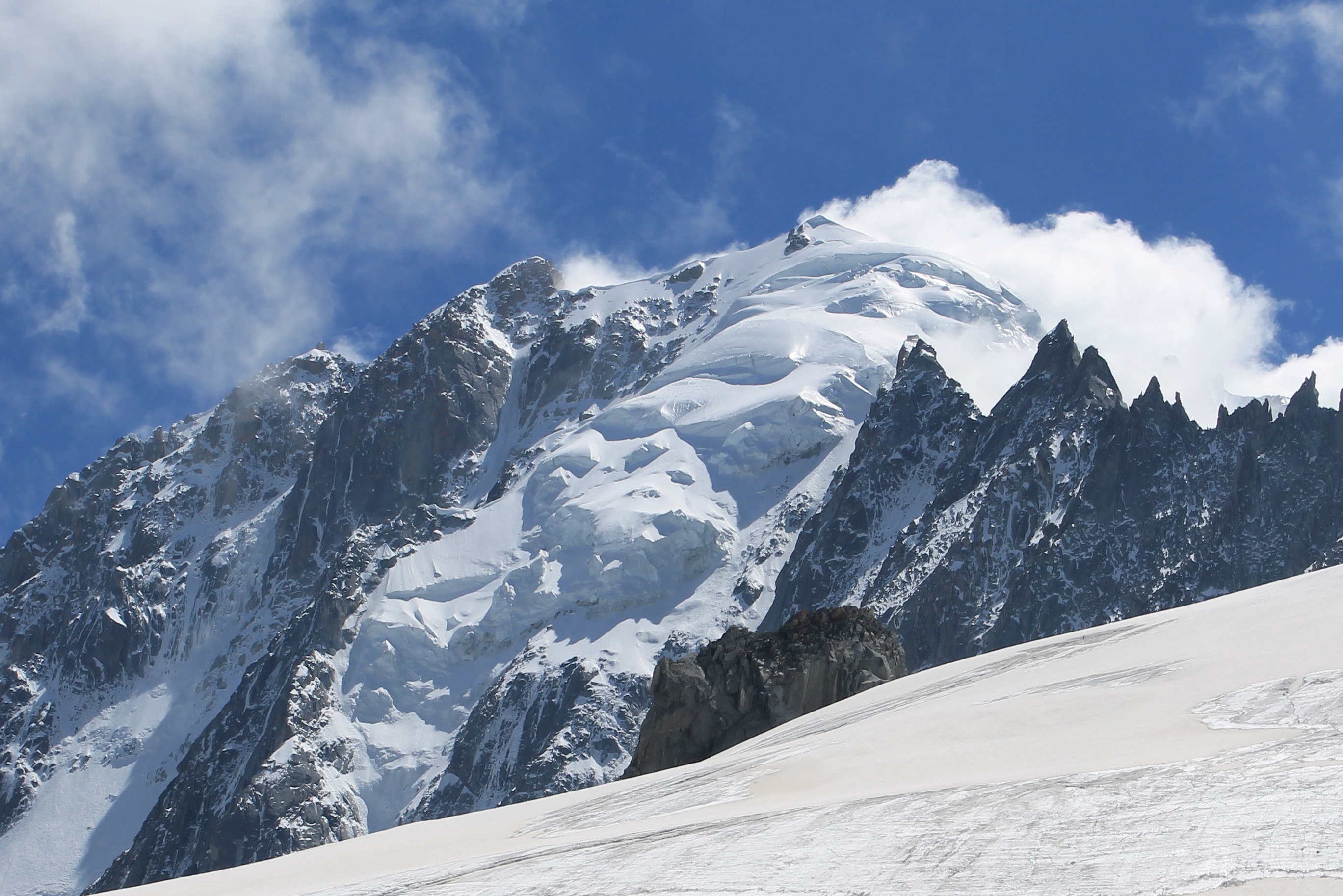
Le glacier de la Verte sur la face nord de l'aiguille Verte en France.

Un glacier suspendu est généralement de petite taille et est perché sur les flancs d'une montagne. Il n'est composé que d'une zone d'accumulation, parfois une courte zone de transport mais très rarement d'une zone d'ablation. La glace est évacuée par sublimation ou par chute de séracs, séracs qui peuvent donner naissance à un glacier régénéré en contrebas.
Exemples de glaciers suspendus :
- le glacier de l'Ailefroide en France ;
- le glacier de la Momie sur le Pelvoux en France ;
- le glacier des Grands Couloirs sur la Grande Casse en France.

#### Glacier régénéré
Il s'agit d'un glacier dont les apports en neige sont fournis par des chutes de séracs provenant d'un glacier suspendu. Un glacier suspendu étant en général de faible superficie, les apports en neige sont limités et les glaciers régénérés sont souvent petits et ne parviennent pas à former des glaciers de vallée. Leur glace s'évacue par la sublimation ou la fonte. Le glacier régénéré est en quelque sorte la zone d'ablation d'un glacier suspendu.

#### Glacier de cirque

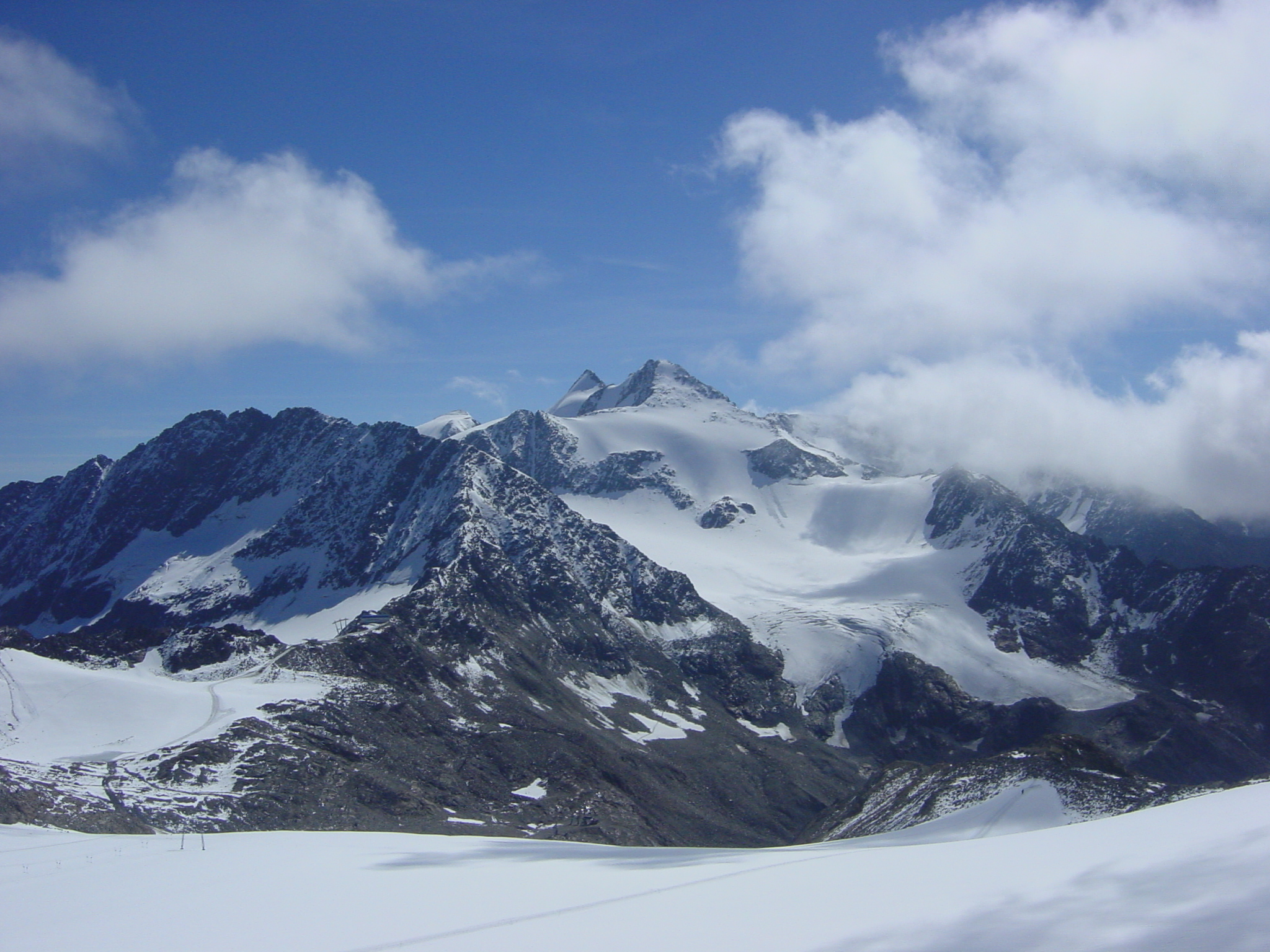
Le glacier Stubaier sur le Jochdohle en Autriche.

Un glacier de cirque est un glacier qui occupe la totalité d'un cirque et ne le quittant pas ou très peu. Il s'agit en fait de la partie correspondant à la zone d'accumulation d'un glacier de vallée. Il possède une zone d'accumulation, une zone de transport réduite et une zone d'ablation.
Exemple de glaciers de cirque :
- le glacier d'Arsine en France ;
- le glacier Stubaier sur le Jochdohle en Autriche ;
- le glacier de Talèfre sous l'aiguille Verte.

#### Glacier de piémont

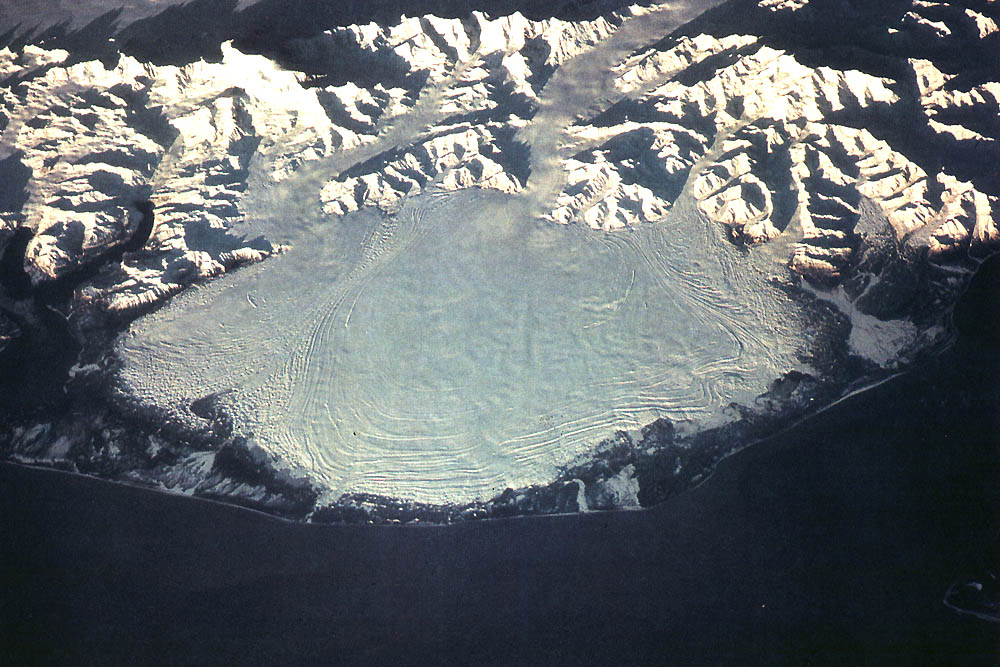
Le lobe glaciaire du glacier Malaspina en Alaska.

Il s'agit d'un glacier de vallée qui atteint la plaine au pied de la chaîne de montagne. Il possède une zone d'accumulation et une zone de transport classique mais sa zone d'ablation s'étale dans la plaine soit en digitations, soit en un lobe glaciaire plus ou moins étendu. Devant le lobe glaciaire peut se former un sandur, lieu propice à l'installation de formations glaciaires et péri-glaciaires : drumlins, eskers, kames, kettles, blocs erratiques, moraines, etc.
Exemple de glaciers de piémont :
- le glacier Malaspina en Alaska ;
- certaines langues terminales du Vatnajökull en Islande.

#### Glacier côtier

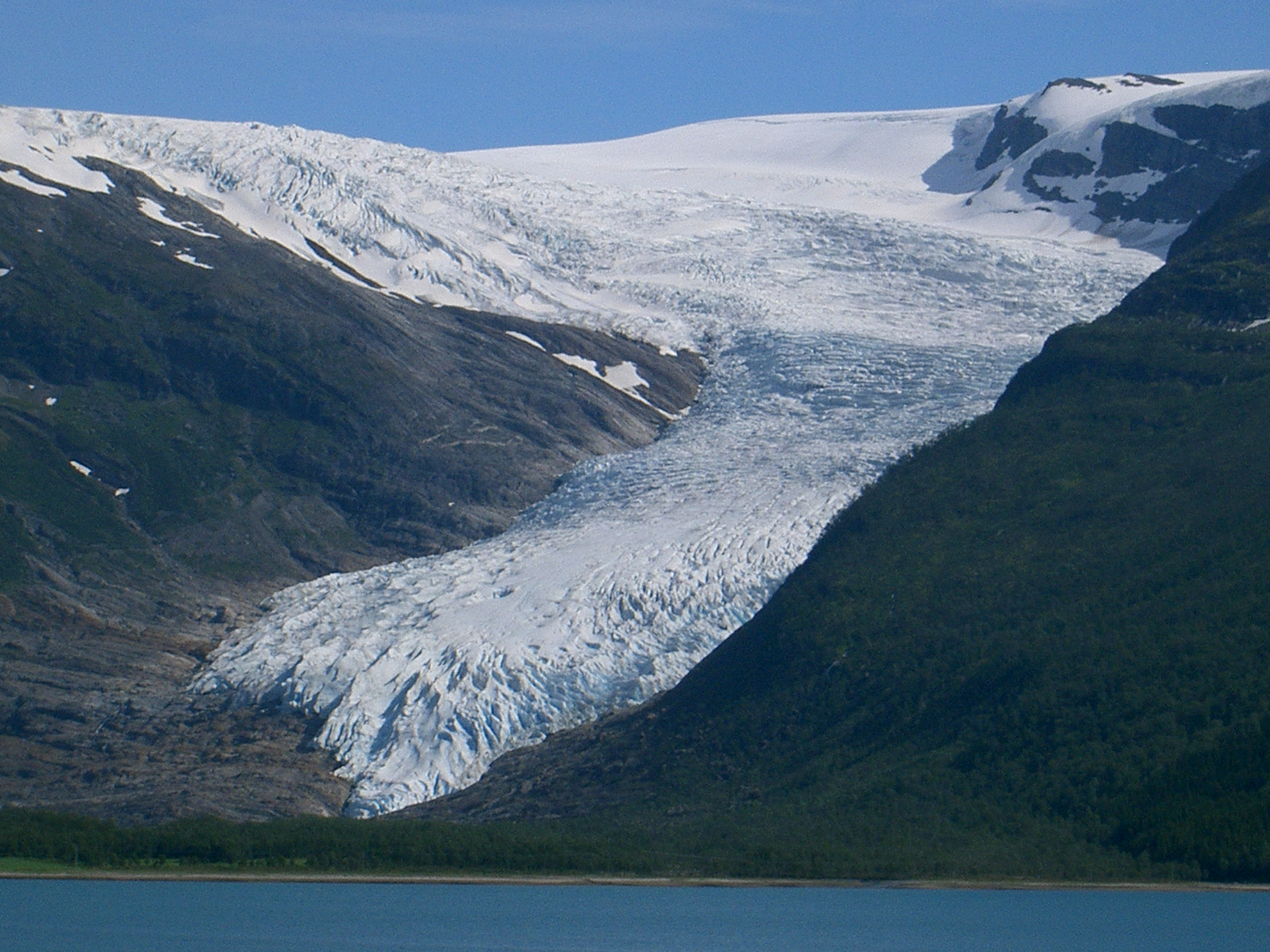
L'Engabreen en Norvège.

Un glacier dont l'une des langues rejoint la mer ou l'océan est généralement qualifié de côtier. Ces situations ne se rencontrent qu'en des latitudes élevées, un tel glacier requérant une température annuelle moyenne atmosphérique au niveau de la mer approchant la température de glaciation. On en rencontre en Norvège et en Alaska où ils se jettent dans des fjords.
Exemple de glaciers côtiers :
- la langue glaciaire Engabreen du glacier Svartisen en Norvège s'arrête à vingt mètres du Svartisvatnet, un petit lac situé juste à côté de l'océan Atlantique ;
- le glacier Brady en Alaska, long de 39 km, il se jette dans la baie Taylor (océan Pacifique) ;
- le glacier Brüggen au Chili qui se jette dans le fjord Eyre (océan Pacifique) ;
- le glacier Taku dans le sud-est de l'Alaska ;
- le glacier Chenega en Alaska qui se jette dans la baie du Prince-William (océan Pacifique).

#### Calotte locale

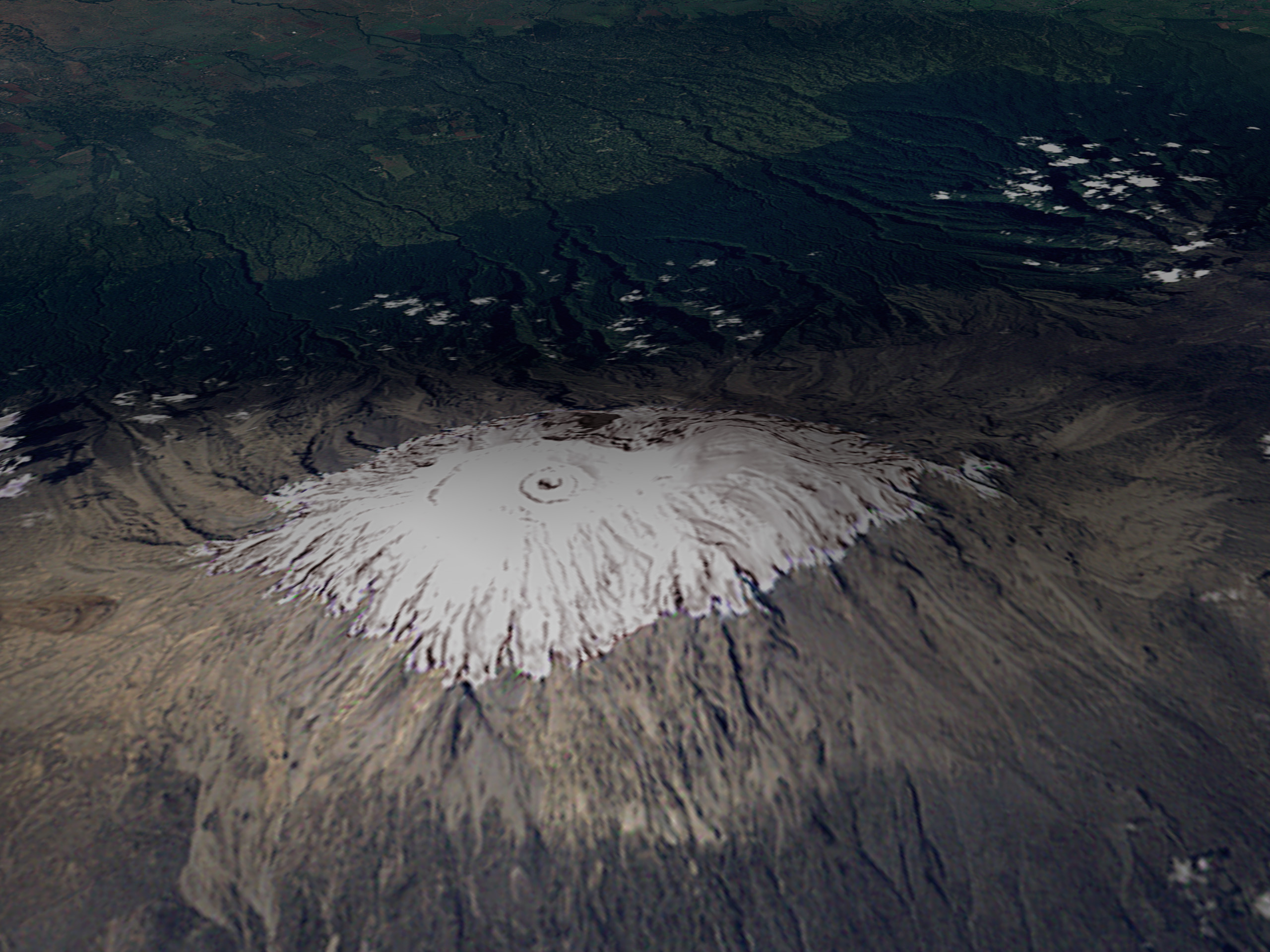
Le glacier Furtwängler au sommet de Kilimandjaro en 1993.

Ce sont des glaciers qui possèdent certaines caractéristiques des inlandsis : une grande superficie, une forme aléatoire, une grande épaisseur, une pente relativement faible du substrat rocheux, une évacuation de la glace par de larges fronts glaciaires et/ou par des émissions de glaciers. Il s'agit en fait de mini-inlandsis souvent perchés au sommet de montagnes ou de volcans et en partie confinés par les sommets qui composent la montagne. Ce sont bien souvent des reliquats des grandes calottes polaires des anciennes glaciations.
Exemple de calottes locales :
- le glacier Furtwängler Kilimandjaro en Tanzanie ;
- la calotte du Mont Sanford en Alaska ;
- les glaciers de la Vanoise en France.

### Glacier continental ou glacier non confiné
Leur étendue et leur épaisseur sont tellement importantes que le relief a peu d'incidence sur leur morphologie. Ils se présentent sous la forme d'un immense amas de glace au sommet formant un plateau peu pentu percé de temps à autre par un nunatak, s'écoulant de toute part en produisant des lobes glaciaires, des digitations et des courants glaciaires.

#### Calotte glaciaire

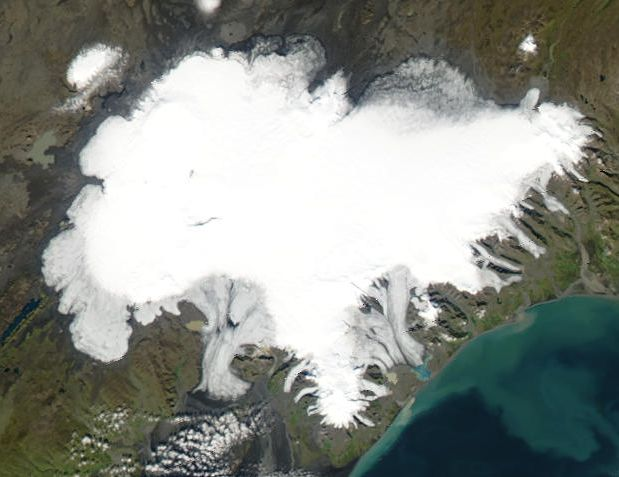
La calotte glaciaire du Vatnajökull en Islande.

Leur étendue est inférieure à 50 000 km2.
Exemples de calottes glaciaires :
- le Vatnajökull en Islande ;
- le glacier Cook sur la Grande Terre aux îles Kerguelen (France) ;
- le Austfonna au Svalbard (Norvège) ;
- le champ de glace Sud de Patagonie et le champ de glace Nord de Patagonie.

#### Inlandsis

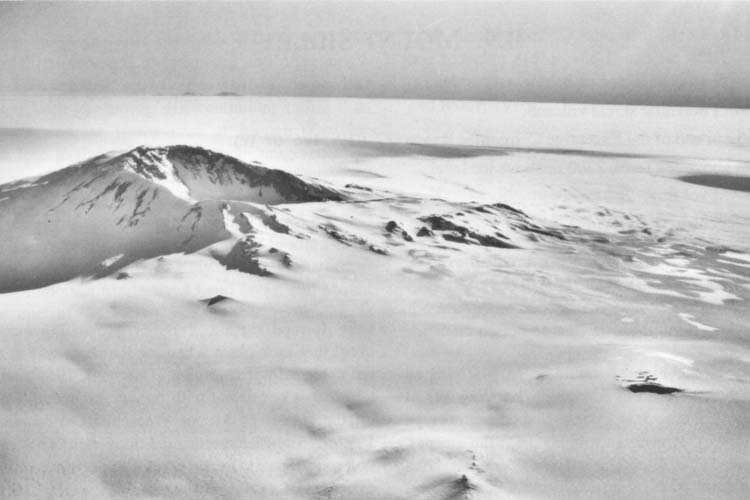
Le mont Sidley et l'inlandsis en Antarctique.

Leur étendue est supérieure à 50 000 km2.
Il n'existe que deux inlandsis au monde :
- celui du Groenland ;
- celui de l'Antarctique.

### Critère de température
En plus de la morphologie, on peut classer les glaciers suivant leur température. Celle-ci est fonction de l'altitude et de la latitude du glacier mais aussi de la présence ou non d'activité volcanique sous le glacier.
- « Glacier tempéré » (dit homéotherme) : un glacier tempéré est un glacier dont les premiers mètres sous la surface (dix à vingt mètres en général) se retrouvent à un moment ou à un autre de l'année susceptibles de dépasser le point de fusion de la glace sous pression. Ils se rencontrent dans les basses et moyennes altitudes des montagnes (Himalaya, Alpes, Rocheuses, etc).
- « Glacier froid » : un glacier froid est un glacier dont la température de la base à la surface du glacier est inférieure à −30 °C tout au long de l'année. Cette température ne permet pas à la glace sous pression de dépasser son point de fusion. Ils se rencontrent aux pôles et sur les sommets des montagnes.
- « Glacier subpolaire » : un glacier subpolaire est un glacier dont la température de la base à la surface du glacier est inférieure à −30 °C tout au long de l'année. Cependant la zone d'accumulation est susceptible de dépasser le point de fusion de la glace les mois les plus chauds.

## Formation des glaciers
Pour qu'un glacier se constitue ou se maintienne, il faut que l'apport de neige excède ou équilibre la perte de glace due à la fonte, à la sublimation et au glissement de la masse d'eau gelée vers l'aval. L'altitude minimale pour l'obtention des conditions nécessaires à la formation d'un glacier varie selon le climat et la latitude d'une région.
Si elle se situe quasiment au niveau de la mer aux pôles, elle se trouve en revanche entre 2 700 et 3 500 mètres d'altitude dans les Alpes et au-delà sous les tropiques (l'altitude limite reste très difficile à déterminer actuellement en raison du réchauffement climatique).

## Modelés et sédimentation glaciaires

Les différentes formations glaciaires

Les glaciers laissent de nombreuses traces de leurs passages dans le paysage sous forme de dépôts de toutes sortes.
- Moraine : les moraines sont des collines allongées formées de matériaux de taille variable (des argiles jusqu'au rochers de plusieurs dizaines de tonnes), transportés et déposés par le glacier lors de sa fonte. Les moraines peuvent être soit frontale (la plus courante) lorsqu'elle se trouve à l'avant du glacier, latérale lorsqu'elle se trouve sur ses côtés et médiane lorsqu'elle se situe dans le glacier (formée par la réunion de deux moraines latérales de deux glaciers qui se rejoignent). Les moraines sont de taille et de hauteur très variable (quelques dizaines de centimètres à plusieurs dizaines de mètres) et peuvent créer des lacs en formant un barrage.
- Drumlin : un drumlin est une colline allongée de la même composition que les moraines et se formant lors d'un retrait glaciaire.
- Kettle : un kettle est un petit lac généralement circulaire formé par le moulage d'un bloc de glace isolé du glacier et pris dans des sédiments.
- Kame : un kame est un dépôt fluvio-lacustre en forme de butte irrégulière, composée de sédiments fins et formés par les eaux de fonte du glacier.
- Esker : un esker est une colline allongée composée de dépôts fluvio-glaciaires déposés par une rivière sous-glaciaire et reproduisant le moulage du tunnel de glace.
- Bloc erratique : un bloc erratique est un rocher pouvant peser plusieurs centaines de tonnes et déposé par un glacier lors de sa fonte.
- Sandur : un sandur est une plaine glaciaire formée par l'accumulation de sédiments et de débris glaciaires relâchés par le glacier et déposés par les eaux de fonte du glacier.
- Lœss : le lœss est un dépôt éolien constitué de fines particules (argiles, sables, etc) prélevées sur les sandurs, transportées parfois sur des milliers de kilomètres et déposées sous un climat périglaciaire.

## Érosion glaciaire

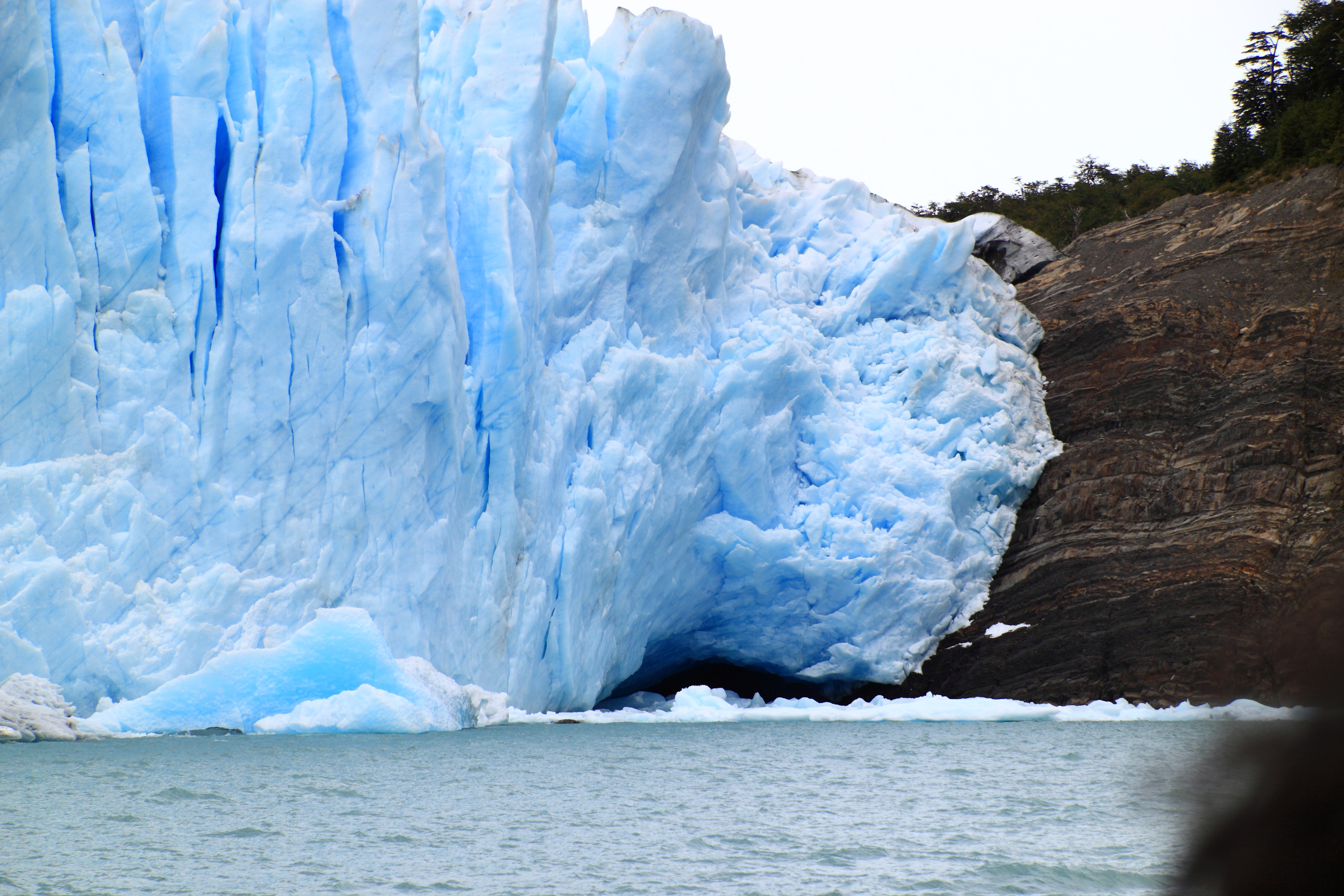
Abrasion sur les flancs du glacier Perito Moreno en Argentine.

Les glaciers, de par leur poids, les roches qu'ils contiennent, les eaux de fonte qu'ils produisent, la nature et la dureté du substrat sur lequel ils évoluent ainsi que de leur grande capacité de transport érodent et modèlent le paysage en laissant des formes caractéristiques de leur passage.
- Vallée glaciaire : une vallée glaciaire est une vallée jadis occupée par un glacier (de vallée en l'occurrence) et dont la coupe latitudinale révèle un profil en forme de « U » dit « en auge ».
- Cirque glaciaire : les zones d'ablation des glaciers peuvent créer des cirques si l'érosion est suffisante pour accentuer les pentes de la montagne.
- Pics et arêtes : les pics et les arêtes sont la résultante des sommets qui ne sont pas affectés par l'érosion glaciaire. L'exemple le plus célèbre est le Cervin. Dans les inlandsis et les calottes glaciaires, les équivalents des pics sont les nunatak.
- Roches moutonnées : les roches moutonnées sont un substrat rocheux qui a acquis une surface bosselée. Les roches moutonnées peuvent s'étendre sur des kilomètres.
- Abrupt d'arrachement : un abrupt d'arrachement est une partie en saillie du substrat rocheux dont la face aval présente une cassure quasiment perpendiculaire au passage du glacier, signe que la glace a débité des blocs dans la saillie rocheuse. Les abrupts d'arrachement peuvent atteindre des dimensions importantes et former des falaises.
- Poli glaciaire : un poli glaciaire est une surface rocheuse parfois de grande surface qui a été totalement aplanie et usée au point de devenir pratiquement lisse.
- Stries glaciaires : les stries glaciaires sont des entailles et des rainures dans la roche formées soit par le passage d'un rocher enchâssé dans la glace et qui a agi à la manière d'un burin, soit par le passage d'un cours d'eau sous-glaciaire qui a usé la roche.
- Lac d'origine glaciaire : les lacs formés par les glaciers se logent soit dans les parties surcreusées par le glacier (ombilic glaciaire), soit sont retenus par des moraines laissés par les glaciers lors de leur retrait.
- Seuil glaciaire : un seuil glaciaire est une partie rocheuse en saillie dans le fond d'une vallée qui a gêné le glacier dans son déplacement. Les seuils glaciaires comportent souvent à leur surface des roches moutonnées, des abrupts d'arrachement, etc et une partie surcreusée de la vallée en amont.
- Épaulement glaciaire : un épaulement glaciaire est un replat perpendiculaire à une vallée glaciaire qui a été modelé par le passage d'un glacier. En général, deux épaulements se font face. On peut dire qu'ils constituent l'équivalent vertical de seuil glaciaire.

## Tourisme

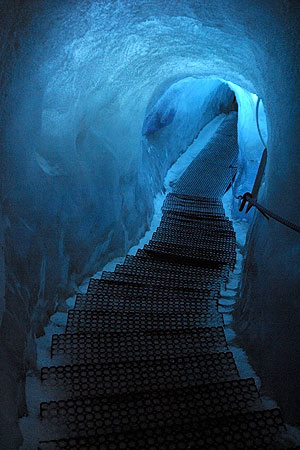
Grotte taillée dans le glacier de Fee (Feegletscher) en Suisse.

Les glaciers constituent un attrait touristique indéniable. De nombreuses personnes se déplacent vers les glaciers pour :
- le panorama ;
- le ski d'été ;
- les grottes de glace ;
- l'escalade de glace ;
- l'alpinisme ;
- les circuits sur les glaciers avec des engins motorisés ou sous forme de randonnée glaciaire.

## Grands glaciers par continents
En 2012, deux chercheurs de l'Université de Fribourg et de l'École polytechnique fédérale de Zurich ont estimé grâce à un modèle informatisé, le volume total des glaciers terrestres à près de 170 000 km3. Le calcul a pris en compte 200 000 glaciers en excluant cependant les calottes glaciaires du Groenland et de l'Antarctique.
L'inventaire mondial des glaciers sur Terre établi par le Randolph Glacier Inventory répertorie 220 000 glaciers en 2021, 300 000 en 2024, chiffre en augmentation en raison du progrès des observations satellitaires et du réchauffement climatique qui entraîne le recul des glaciers depuis 1850, leur perte d'épaisseur et leur fragmentation,.

### Europe
Selon le glaciologue Jean-Baptiste Bosson, « l'Europe comptabilise près de 4 000 glaciers, un faible volume à l'échelle mondiale, mais une grande importance à l'échelle locale en raison de la masse d'eau accumulée ».
Elle compte comme grands glaciers : 
- Calotte glaciaire de l'île Severny (Russie)
- L'Austfonna (Svalbard/Norvège)
- Le Vatnajökull (Islande)
- Le glacier d'Aletsch (Suisse), plus grand glacier des Alpes (22 kilomètres)
- Le glacier de Fiesch (Suisse)
- Le glacier du Gorner (Suisse)
- La Mer de Glace (France) est le glacier français le plus célèbre, il mesure sept kilomètres de long
- Le glacier des Bossons (France)
- Le glacier d'Argentière (France)

### Asie
- Le glacier du Siachen (Inde) (75 kilomètres)
- Le glacier du Baltoro (Pakistan) (57 kilomètres)
- Le glacier Fedtchenko (Tadjikistan) (77 kilomètres)
- Le glacier d'Inylchec (Kirghizstan) (54 kilomètres)

### Afrique
- Le glacier Furtwängler (calotte du Kilimandjaro, Tanzanie)

### Océanie
- Le glacier Tasman est le plus long glacier de la Nouvelle-Zélande (29 km) (Nouvelle-Zélande)
- Le glacier Hooker (Nouvelle-Zélande)
- Le glacier Franz Josef (Nouvelle-Zélande)
- Le glacier Fox (Nouvelle-Zélande)

### Amérique
- Le glacier Perito Moreno (Argentine) est célèbre pour se jeter dans un lac et se rompre périodiquement sous la pression de l'eau
- Le glacier Barnard (Alaska)
- Le glacier Malaspina (Alaska)

### Antarctique
- Le glacier Lambert, plus grand glacier du monde.
- Le glacier Beardmore
- Le glacier Axel Heiberg mesure 48 kilomètres de long et descend du plateau antarctique jusqu'à la barrière de Ross

## Glaciers extraterrestres

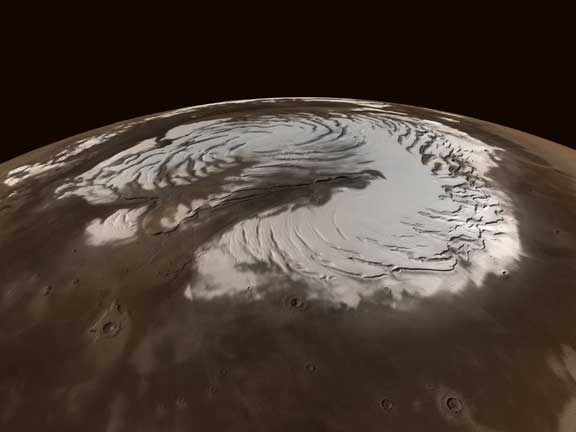
Calotte du pôle nord de Mars.

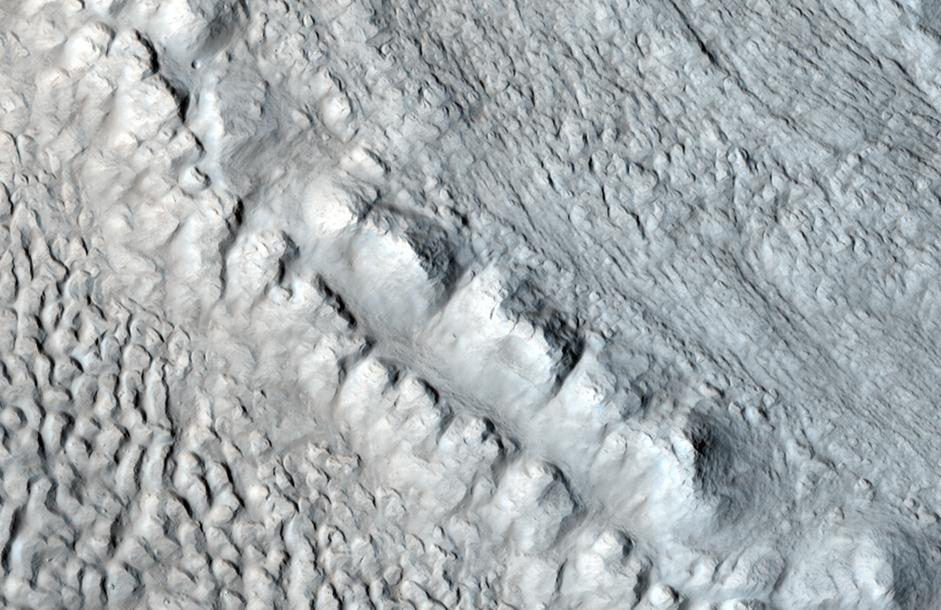
Vue prise par HiRISE d'un glacier de Mars situé dans la région Ismenius Lacus.

Il existe des glaciers sur d'autres corps planétaires :
- sur Mars, outre les calottes polaires, on a retrouvé des traces de glaciers[39]. Il se pourrait même que certains subsistent dans le creux de certains cratères près des pôles, aux latitudes intermédiaires[40], tropicales[41] et jusqu'à l'équateur[42] ;
- Ganymède, un satellite de Jupiter, possède une surface composée de glace d'eau et de silicates ;
- Callisto et Europe, deux autres satellites de Jupiter, possèdent une surface composée de glace d'eau.